# Hardcore Gamer
Hardcore Gamer è una rivista online statunitense sui videogiochi pubblicata da Steve Hannley. Fondata nel 2005, Hardcore Gamer ha stampato 36 numeri prima di passare all'attuale formato esclusivamente online.
Hardcore Gamer è incentrato in particolare su videogiochi indie e di nicchia, con alcune sezioni dedicate al retrogaming, pur dedicando spazio anche ai titoli di maggior successo sul mercato.

## Storia
Hardcore Gamer Magazine stampò il suo primo numero nel giugno 2005. A differenza di altre riviste, Hardcore Gamer offriva delle copie gratuite di ogni numero in formato PDF in aggiunta alle versioni cartacee. Fino all'aprile 2007, le copertine di quasi ogni numero erano disegnato da Terry Wolfinger, in precedenza artista presso la rivista GameFan. All'inizio del 2008, Hardcore Gamer cominciò a variare la frequenza di pubblicazione da mensile a trimestrale e spostò gran parte dell'attenzione al loro sito web appena lanciato. In aggiunta, il logo della rivista venne cambiato e il nome passò da Hardcore Gamer Magazine al più generico Hardcore Gamer. Nel 2009, Hardcore Gamer cambiò nuovamente la frequenza di pubblicazione, diventando una rivista semestrale.
Dopo aver pubblicato l'ultimo numero cartaceo nel 2010, la rivista è passata esclusivamente ad operare sul sito web, dove continua tutt'oggi a pubblicare costantemente notizie e aggiornamenti.